# Яблоня сливолистная
Я́блоня сливоли́стная, или Яблоня китайская сливолистная, или Яблоня кита́йская, Кита́йка, Райская яблоня, Райка — плодовое дерево, вид рода Яблоня (Malus) семейства Розовые (Rosaceae). Сливолистной китайку называют за сходство её листьев с листьями сливы китайской.
По данным The Plant List, вид имеет гибридное происхождение, соответственно и именуется: Malus × prunifolia.
Китайское название: 秋子 (qiu zi).
«Китайка» — распространённое садоводческое название, как сортов яблони сливолистной, так и мелкоплодных яблонь различного происхождения. По принятой в США классификации все мелкоплодные виды и сорта с плодами менее 5 сантиметров в диаметре относят к группе под названием кребы. В России китайками называют как кребы, так и крупноплодные сорта, созданные с участием яблони китайской сливолистной, например бельфлёр-китайку (её плоды достигают веса 200 г). За естественными гибридами между китайками и «сибирками» (сортами и гибридами яблони ягодной), отобранными местным населением по вкусовым качествам и размеру плода, в начале прошлого века закрепилось хозяйственное название — ранетки (или ренетки).
В коллекционном саду Всероссийского селекционно-технологического института садоводства и питомниководства изучалось около сотни различных форм и сортов китаек.
Мелкоплодных видов яблони довольно много. Среди них наиболее распространена дикая лесная яблоня. В Восточной Сибири и на Дальнем Востоке произрастает ягодная яблоня, которая называется так из-за внешнего сходства с вишней, мелкими (до 1 см в диаметре) плодами на очень длинных и тонких плодоножках. А главное их отличие — опадающие чашелистики — так называются сухие остатки лепестков, которые всегда есть у плодов яблони домашней и у китайки.

## Распространение
Склоны, равнины; до 1300 метров над уровнем моря.
Китай (Ганьсу, Гуйчжоу, Хэбэй, Хэнань, Ляонин, Внутренняя Монголия, Цинхай, Шэньси, Шаньдун, Шаньси,Синьцзян).

## Ботаническое описание
Листопадное дерево высотой до 3—8 м. Молодые побеги серовато-фиолетовые или серовато-коричневые, густоопушённые, кора на взрослых ветках серовато-коричневая, без опушения. Почки красновато-коричневые, редко опушённые.
Прилистники опадающие, ланцетные, мелкие, 4—5 мм, на вершине заострённые; черешок 1—5 см.
Листья яйцевидные или эллиптические, 5—9 × 4—5 см, c заострённой верхушкой, край листовой пластинки острозубчатый. Напоминают лист сливы, отчего это яблоня и получила своё видовое название. Опушение молодых листьев вдоль жилок, старые листья почти голые.
Соцветие — зонтиковидный щиток 4—8 см в диаметре, из 4—10 белых цветков. Прицветники опадающие, линейно-ланцетные, перепончатые, редко опушённые. Цветоножка 2—3,5 см. Цветки 4—5 см диаметром, на опушённых цветоножках длиной 2—3,5 см. Лепестки белые, розовые в бутоне, обратнояйцевидные или эллиптические, 2,5—3 см, на вершине округлые. Гипантий колокольчатый, опушённый. Чашелистики неопадающие, ланцетные или треугольно-ланцетные, 7—9 мм. Тычинок 20. Время цветения: апрель — май.
Плоды диаметром 2—2,5 см, округлой или яйцевидной формы со слегка вдавленным основанием, собраны в пучки по 3—6 штук. Цвет их жёлтый с красным румянцем или красный. Созревают в августе—сентябре.
Кариотип: 2n = 34*, 51*.

## Применение

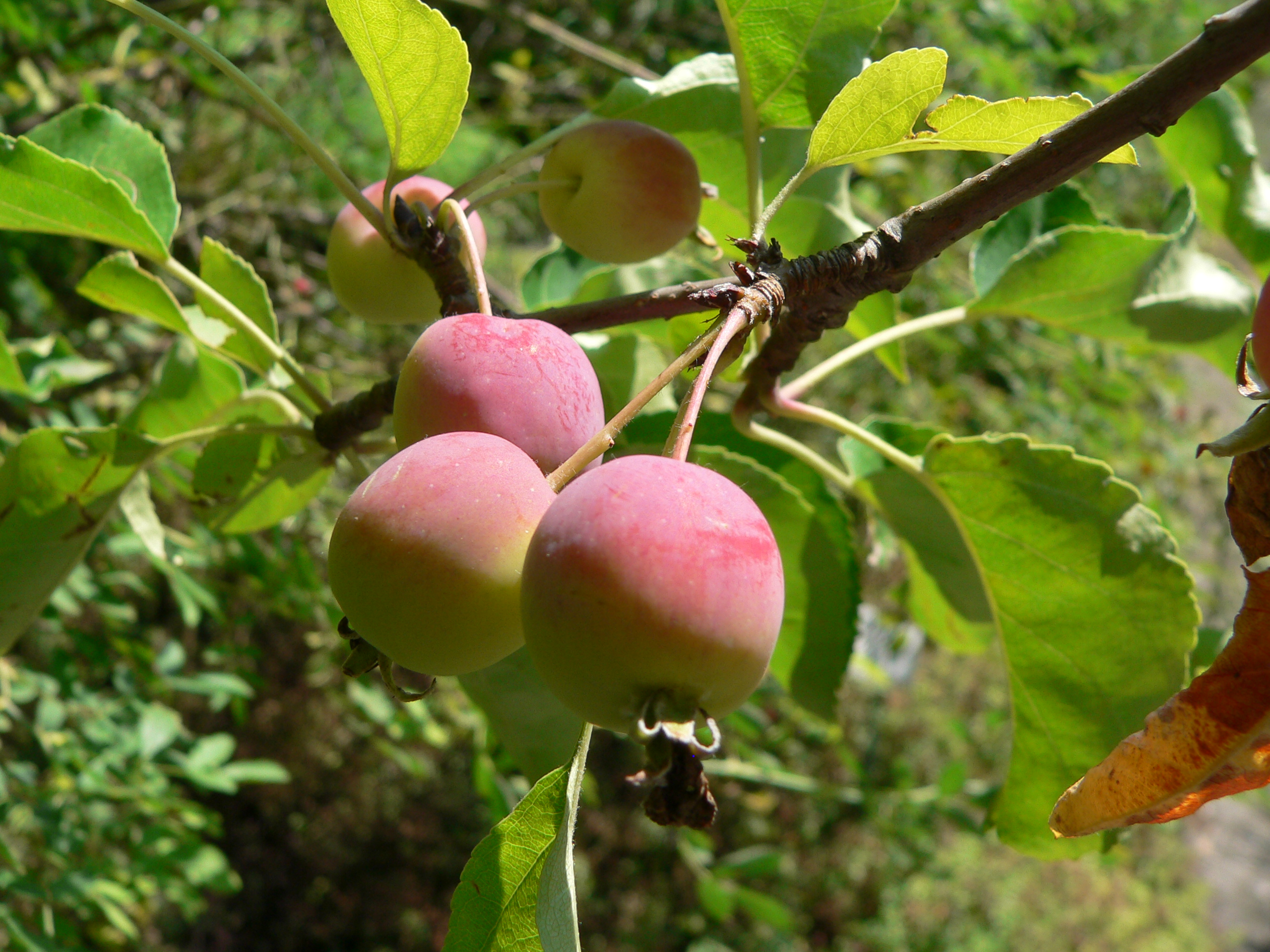
Плоды яблони сливолистной

Яблоня сливолистная очень морозостойка. Используется для выведения морозоустойчивых сортов, а также в качестве подвоя для прививки. Плоды её сортов, которые известны под названием «райских яблочек», очень хороши для приготовления варенья, вина, сидра, джемов.
Несмотря на различные достоинства китаек, они имеют недостаток — при прививках возможна физиологическая несовместимость тканей. Причины этого явления недостаточно выяснены, но факты говорят об избирательном отношении китаек к другим сортам. В частности, с китайками могут быть несовместимы Антоновка, Папировка, Коричное полосатое. Но хорошо совместима, например, Мелба, причём её зимостойкость и долговечность деревьев на китайке повышается. Наиболее удачные привойно-подвойные комбинации приходится подбирать опытным путём.
Физиологическая несовместимость проявляется по таким признакам: плохая приживаемость прививок даже при квалифицированном их выполнении, образование неестественного наплыва на привое в месте его срастания с подвоем, преждевременное изменение окраски листьев (летнее их пожелтение или покраснение), ускоренное заложение цветковых почек при слабых приростах побегов, опадание всех завязей, появление дикой поросли, отломы привоя в месте срастания с подвоем и другие. Даже если не произойдёт отлома или усыхания привоя, деревья или прививки с признаками несовместимости снижают зимостойкость и быстро погибают. Поэтому явно несовместимые прививки рекомендуется своевременно заменить другими.

## Сорта
Первым в отечественном плодоводстве на китайки, как на исходный материал для селекции, обратил внимание И. В. Мичурин. В различных вариантах скрещиваний китайских яблонь с европейскими сортами им был получен целый ряд высококачественных гибридов, в том числе 'Китайка Золотая Ранняя', 'Пепин Шафранный', 'Бельфлер-китайка', 'Китайка Аркадовая', 'Кандиль-китайка', 'Помон-китайка', 'Китайка Керр', 'Борсдорф-китайка', 'Кулон-китайка'. Все эти сорта имели повышенную зимостойкость для средней полосы России, но в сибирский сортимент, кроме как в стланцевой форме содержания, не вошли.